# Laurel und Hardy: Should Married Men Go Home?
Should Married Men Go Home? (deutscher Titel: Dick und Doof spielen Golf; auch: Golfspieler im Morast) ist eine US-amerikanische stumme Kurzfilm-Komödie aus dem Jahre 1928 mit dem Komikerduo Stan Laurel und Oliver Hardy in den Hauptrollen.

## Handlung
Hardy und seine Frau genießen einen ruhigen Sonntag zu Hause, bis Laurel auftaucht, der unbedingt Golf spielen will.
Nachdem Laurel das Grammophon der Hardys zerstört und fast das Haus in Brand gesetzt hat, jagt Mrs. Hardy die beiden hinaus.
Auf dem Golfplatz werden sie mit einem Paar hübscher junger Mädchen zusammengebracht, um einen Vierer flight zu bilden. Die Mädchen wollen mit Limonade verwöhnt werden, aber Laurel und Hardy sind wieder einmal knapp bei Kasse. Laurel lässt seine Uhr liegen, um die dreißig-Cent-Rechnung zu begleichen.
Auf dem Golfplatz legen sie sich mit einem unhöflichen Golfer (Edgar Kennedy) an und geraten in eine Schlammschlacht mit mehreren anderen Golfern.

## Kommentare

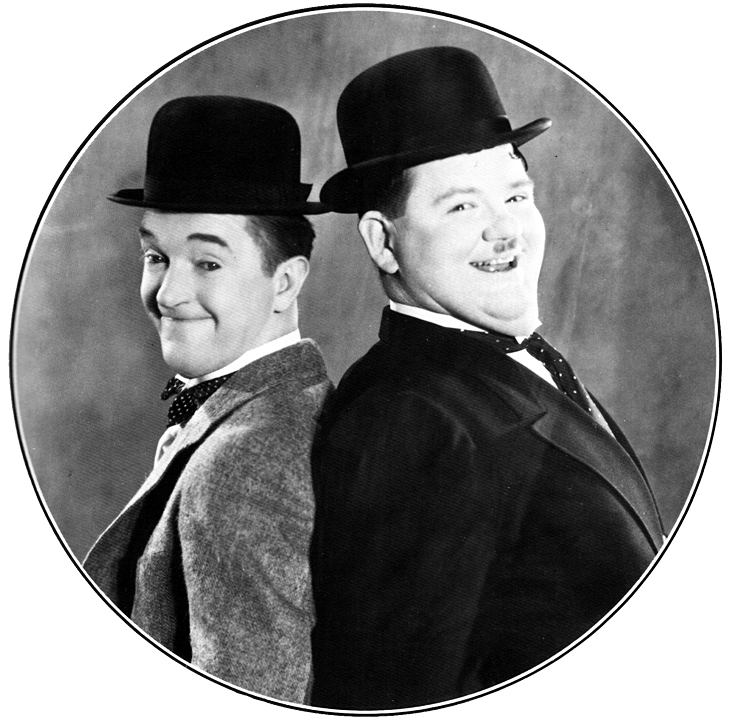
Laurel und Hardy

"Die Ausgangslage ist einzigartig (ein Golfspiel), aber es ist ein Film voller Gags, die später wiederverwendet wurden, wie z. B. der Zettel-unter-der-Tür-Gag, der später in Come Clean auftaucht, oder die Sodabrunnen-Szene, die fast wortwörtlich für Men O' War übernommen wurde. Aber selbst wenn man die Gags kennt, verdirbt das nicht den Spaß an diesem entzückenden, temporeichen kleinen Film.
Und überraschenderweise, wenn man bedenkt, wie viel sie später aus diesem Film wiederholt haben, enthält er einen weiteren dieser Gags, den sie nie wieder verwendet haben. Als Stan den Hardy-Haushalt verlässt, hüpft er übermütig über den Lattenzaun vor dem Hardy-Haushalt. Ollie, wohl wissend, dass seine Frau zuschaut, und um zu vermeiden, dass Stan ihm den Rang abläuft, versucht dasselbe. Der Zaun überlebt das nicht.
Es ist auch ein wenig verwunderlich, dass sie nie wieder Golf als Hintergrund für ihre Possen verwendet haben, wenn man die Leidenschaft des echten Oliver Hardy für diesen Sport bedenkt."
John Larrabee, John V. Brennan
Der britische Filmkritiker Leslie Halliwell gab dem Film eine lauwarme Aufnahme und kommentierte, dass die "einleitende häusliche Szene die lustigste ist".
William K. Everson schrieb hingegen, dass der Film "einer der besten der "vergessenen" Laurel- und Hardy-Filme ist. Should Married Men Go Home? überschneidet sich zwar mit einigen anderen ihrer Filme, ist aber deswegen nicht weniger lustig."